# The Commuter
The Commuter is een Amerikaans-Brits-Franse actie-thriller uit 2018, geregisseerd door Jaume Collet-Serra met hoofdrollen vertolkt door Liam Neeson, Vera Farmiga, Patrick Wilson, Jonathan Banks en Sam Neill.

## Verhaal
Michael MacCauley, een Iers-Amerikaans lid van de NYPD, werd verzekeringsagent en heeft een vrouw en een tienerzoon. Hij reist elke dag met dezelfde forenzentrein naar het werk en terug en neemt de Hudson Line van Tarrytown naar Grand Central Terminal, vaak in interactie met dezelfde andere pendelaars. Zijn dagelijkse routine wordt onderbroken wanneer hij na een decennium bij hetzelfde bedrijf abrupt wordt ontslagen vanwege bezuinigingen, waardoor hij zich afvraagt hoe hij zijn hypotheek zal betalen of het collegegeld van zijn zoon zal betalen. Hij koos ervoor om zijn ontslag niet onmiddellijk aan zijn familie te openbaren, maar vertrouwt in plaats daarvan Murphy, zijn ex-partner van het NYPD, toe terwijl hij en Murphy's eenheid in een bar zitten. In de trein naar huis ontmoet Michael een mysterieuze vrouw, Joanna, die met hem praat. Joanna beschrijft zichzelf als een academicus die menselijk gedrag bestudeert en ze vertelt hem dat er zestien verschillende soorten persoonlijkheden zijn. Ze legt Michael een hypothetische situatie voor en vraagt hem om een klein ding te doen waarvoor hij een unieke vaardigheid heeft en waarvan de gevolgen gevolgen zouden zijn waarvan hij niets zou weten, maar die van invloed zouden zijn op een van de passagiers in de trein. Het enige kleine ding van Joanna dat ze Michael wil laten doen, is 'Prynne' vinden, het alias van een onbekende passagier, die volgens haar niet in de trein thuishoort en iets heeft gestolen. Joanna vertelt hem dat hij $ 25.000 in het toilet zal vinden en nog eens $ 75.000 zal krijgen als de klus geklaard is. Michael begint zich af te vragen of dit echt of hypothetisch is en Joanna, voordat ze uit de trein stapt, zinspeelt op een voormalige agent. Uit nieuwsgierigheid doorzoekt Michael het toilet en vindt een envelop met $ 25.000.
Hij probeert de trein te verlaten, maar wordt gestopt door een jonge vrouw die hem een andere envelop met de trouwring van Michaels vrouw overhandigt en hem vertelt dat het een waarschuwing is. Michael probeert zijn vrouw te bellen, maar zonder antwoord. Michael probeert een medepassagier te waarschuwen voor wat er aan de hand is door in zijn krant te schrijven. Michael laat een voicemail achter die de situatie aan Murphy beschrijft en ontvangt vervolgens een telefoontje van Joanna, die hem en zijn gezin bedreigt. Ze vertelt hem dat de trein is uitgerust met verborgen camera's, en gebiedt hem naar buiten te kijken, waar hij ziet dat de passagier aan wie hij de krant gaf opzettelijk voor een bus wordt geduwd en gedood door een medeplichtige. Joanna wijst hem vervolgens naar een GPS-tracker in zijn jas en beveelt hem deze op Prynne te planten. Michael geeft een neprapport van verdacht gedrag aan een conducteur, die aankondigt dat hij van plan is de tas van een vrouw te zoeken. Een man verlaat onmiddellijk het rijtuig en Michael volgt hem, waarna hij Michael aanvalt. Ze vechten en Michael plant de GPS-tracker op hem. Murphy belt terug en informeert hem dat Prynne een belangrijke getuige is in een vermeende zelfmoordzaak van een man op het kantoor van de stadsplanner, Enrique Mendez, waardoor Michael beseft dat Prynne wordt vermoord en hij zelf wordt opgelicht.
In een verlaten rijtuig ontdekt Michael het lichaam van de man op wie hij de GPS-tracker heeft geplaatst en een badge die laat zien dat hij een FBI-agent was. Joanna neemt vervolgens contact met hem op en bestraft hem voor het markeren van de verkeerde persoon en waarschuwt hem dat een andere passagier zijn verdachte activiteiten in de trein heeft gemeld aan de politie, die de trein stopt om te onderzoeken. Michael slaagt erin om agenten te ontwijken door zich te verbergen met het lijk onder het rijtuig, maar scheurt per ongeluk zijn tas en verliest de 25.000 dollar. Michael saboteert de airconditioning in de trein behalve de laatste rijtuig en dwingt alle overgebleven passagiers in de laatste rijtuig. Hij realiseert zich dat een andere passagier, een jazzmuzikant genaamd Oliver, de FBI-agent heeft vermoord. Oliver onthult dat hij ook dezelfde deal kreeg voor $ 100.000, maar met orders om Prynne te vermoorden nadat Michael hem / haar heeft geïdentificeerd. Na een bruut gevecht gooit Michael de huurmoordenaar uit het treinraam en doodt hem. De echte "Prynne" wordt onthuld als een jong meisje genaamd Sofia, dat belastende informatie vasthoudt over machtige mensen en bij de laatste halte van de trein getuigenbescherming zou moeten krijgen. Michael vraagt Sofia waarom ze niet naar de politie is gegaan. Ze onthult dat het de politie was die Enrique heeft vermoord, de neef van Sofia. Joanna belt Michael en probeert hem te dwingen Sofia te doden omwille van zijn gezin, maar Michael weigert. Joanna activeert het fail-safe plan door getuigde explosieven op de remmen te laten ontploffen, om de trein te laten ontsporen om iedereen aan boord te doden.
Michael slaagt erin om alle passagiers te redden door het laatste rijtuig los te haken van de rest van de trein vlak voor een bocht, maar een conducteur, Sam, sterft bij het helpen. Michael instrueert de passagiers om het zicht in het rijtuig te blokkeren door natte kranten op alle ramen te plakken, voordat een massale politie ter plaatse arriveert. Ervan uitgaande dat Michael de trein gegijzeld houdt, wordt Murphy gestuurd om met hem te praten, om vervolgens te worden onthuld als de malafide agent die Enrique vermoordde toen hij een zin gebruikte over "nobel zijn" - hetzelfde type taal dat Sofia hoorde van een van de politie-agenten die Enrique doodde. Michael en Murphy vechten samen, waarbij Michael de elektronische ID-tag van Murphy verwijdert, die hem identificeert als een "vriendelijk" voor de sluipschutters buiten met behulp van thermisch zicht. Na een gewelddadig gevecht, schieten de sluipschutters, in de veronderstelling dat Murphy Michael is, Murphy neer.
Buiten de trein ontmoet de FBI Sofia, die hen vervolgens vertelt wat ze weet. Michael wordt geprezen als een held en vrijgesproken door de andere passagiers terwijl de FBI zijn familie redt. Zijn oude inspecteur geeft toe dat Murphy en een paar anderen al enige tijd in onderzoek waren en biedt Michael zijn baan terug aan. Michael snuffelt in zijn jaszak en onthult dat hij de harde schijf bewaarde die Sofia hem gaf met het belastende bewijsmateriaal. Enige tijd later zit Joanna op een trein terug uit Chicago. Michael benadert haar en confronteert Joanna over haar acties voordat hij zijn politie-rechercheur-insigne toont, wat inhoudt dat hij klaar is om haar te arresteren.

## Rolverdeling
| Acteur                | Personage                       |
| --------------------- | ------------------------------- |
| Liam Neeson           | Michael MacCauley               |
| Vera Farmiga          | Joanna                          |
| Patrick Wilson        | inspecteur Alex Murphy          |
| Jonathan Banks        | Walt                            |
| Sam Neill             | hoofdinspecteur David Hawthorne |
| Elizabeth McGovern    | Karen MacCauley                 |
| Florence Pugh         | Gwen                            |
| Dean-Charles Chapman  | Danny MacCauley                 |
| Killian Scott         | FBI-agent Dylan                 |
| Shazad Latif          | Vince                           |
| Andy Nyman            | Tony                            |
| Clara Lago            | Eva                             |
| Roland Møller         | Jackson                         |
| Kingsley Ben-Adir     | Special Agent Garcia            |
| Damson Idris          | Special Agent Denys             |
| Ella-Rae Smith        | Sofia                           |
| Nila Aalia            | Sherri                          |
| Kobna Holdbrook-Smith | Oliver                          |
| Colin McFarlane       | conducteur Sam                  |
| Adam Nagaitis         | conducteur Jimmy                |
| Letitia Wright        | Jules "Skateboarder"            |

## Productie

### Ontwikkeling
In januari 2010 werd Olatunde Osunsanmi verbonden met de actiethrillerfilm als regisseur van het productiebedrijf Gold Circle Films, met een scenario geschreven door Byron Willinger en Philip de Blasi. Meer dan een jaar later, in augustus 2011, werd gemeld dat Julian Jarrold de film regisseerde. In januari 2016 sloot Jaume Collet-Serra een deal om de film te regisseren, ter illustratie van zijn vierde samenwerking met Liam Neeson, en ook uitvoerend geproduceerd door Ombra Films, met partner Juan Sola. De film werd geproduceerd door StudioCanal en The Picture Company.

### Casting
In september 2015 werd aangekondigd dat Liam Neeson de hoofdrol zou spelen in de film. In juni 2016 trad Vera Farmiga toe, in een rol die wordt beschreven als "een mysterieuze vrouw die aan boord van een forenzentrein gaat en een verleidelijke kans voorstelt om het karakter van Neeson te gebruiken, een situatie die verschrikkelijk is als hij accepteert. Het project markeert de tweede samenwerking tussen Farmiga en Collet-Serra, na de psychologische thriller 2009 van Orphan. Op 13 juli werden Sam Neill, Elizabeth McGovern en Jonathan Banks toegevoegd aan de hoofdcast, en in augustus 2016 nam Kobna Holdbrook-Smith deel aan een niet nader bekendgemaakte rol. In dezelfde maand trad Patrick Wilson toe tot de cast als een vertrouwde vriend van het karakter van Neeson.

### Opnames
Het filmen begon op 25 juli 2016 in Pinewood Studios in Buckinghamshire, Engeland, en ging verder in New York. Neeson en McGovern werden gespot op de set van de film op Station Worplesdon in Surrey op 18 september 2016.

## Release
In november 2015 kocht Lionsgate de binnenlandse distributierechten op de film, in een deal met StudioCanal. The Commuter was oorspronkelijk gepland voor release in de Verenigde Staten op 13 oktober 2017, en werd verplaatst naar 12 januari 2018. De film werd op 20 oktober uitgebracht in het Verenigd Koninkrijk, 2017 door StudioCanal, en werd ook teruggeschoven naar 19 januari 2018, in overeenstemming met de herschikking van de Verenigde Staten. De film had een beperkte IMAX-release.